# Sucos do Brasil
Sucos do Brasil S/A é uma empresa brasileira, constituída em Pacajus, Ceará, em 2003, pelo industrial Antônio Cláudio Gomes Figueiredo, tendo sua própria unidade fabril inaugurada em Agosto de 2005.[carece de fontes?]
A empresa fabrica bebidas à base de frutas que levam a marca JANDAIA, a qual já era referência no mercado nacional de sucos e néctares, colocando-se no ranking das maiores empresas desse segmento no Ceará.[carece de fontes?]
Atualmente a empresa produz quase todo o material usado na fabricação dos sucos em suas cinco fazendas, que totalizam mais de 10 mil hectares de cajueiros.
Os sucos levam a marca Jandaia e Flamingo.

Painel de produtos

## Suco Jandaia
A Jandaia é uma empresa genuinamente brasileira que, através da produção de sucos de frutas, é reconhecida em todas as regiões do Brasil e exporta para mais de dez países.a empresa alia a tradição com a modernidade e a inovação, buscando sempre estar desenvolvendo novos produtos e processos. A empresa também planta a maior parte do caju utilizado na sua produção, gerando pelo menos 680 empregos diretos e atingindo uma mão-de-obra de até 1000 pessoas durante o período de colheita. A Jandaia é responsável ainda pela geração de outros 5 mil empregos indiretos, através das compra da matéria-prima de pequenas propriedades agrícolas, além dos vários representantes e distribuidores que trabalham com o produto em todo o Brasil.